# Luilli-Nobéré
Luilli-Nobéré est une commune rurale située dans le département de Béré de la province du Zoundwéogo dans la région du Centre-Sud au Burkina Faso.

## Santé et éducation
Le centre de soins le plus proche de Luilli-Nobéré est le centre de santé et de promotion sociale (CSPS) de Sidtenga tandis que le centre médical (CMA) le plus proche se trouve à Manga.